# Antonín Měšťan
Antonín Měšťan (29. srpna 1930, Praha - 30. května 2004, Freiburg) byl český literární historik a slavista zaměřující se zejména na polskou kulturu.

## Život
Maturoval v roce 1949 na reálném gymnáziu v pražských Dejvicích. Poté vystudoval polonistiku a rusistiku na Filozofické fakultě Univerzity Karlovy. Absolvoval roku 1953. Poté krátce pracoval jako překladatel ve Výzkumném osvětovém ústavu, aby v roce 1954 zahájil kariéru vědeckou, nástupem do Slovanského ústavu Československé akademie věd. Tam se stal v roce 1959 kandidátem věd, když obhájil práci Polsko a Poláci v českém písemnictví 16. století. V roce 1966 dostal pozvání na univerzitu ve Freiburgu, aby učil češtinu a polštinu. Učil souběžně též na univerzitě v Heidelbergu. Ve Freiburgu se roku 1971 stal docentem, v roce 1974 byl jmenován mimořádným profesorem. Do roku 1974 byl v Německu s povolením československých úřadů, po vypršení termínu, kdy se měl vrátit, se rozhodl v Německu zůstat a oficiálně emigrovat. V roce 1980 se ve Freiburgu stal řádným profesorem. Učil zde do září 1995. V emigraci též přispíval do exilového tisku (pařížské Svědectví, newyorské Proměny ad.) a spolupracoval s rádiem Svobodná Evropa. Po sametové revoluci rozvinul aktivity i v bývalé vlasti. V roce 1992 se stal ředitelem Slovanského ústavu Akademie věd v Praze a byl jím až do roku 1998. Vždy se hlásil ke slavistické linii Karla Krejčího, která oponovala strukturalismu, v české slavistice jinak tradičně převládajícímu.